# IEEE Transactions on Evolutionary Computation
O IEEE Transactions on Evolutionary Computation (TEC) é um jornal bimestral publicado pela Computational Intelligence Society do IEEE (IEEE Computer Society). Ele contém artigos peer-reviewed e outras contribuições na área de computação evolutiva e computação natural. Ele é destinado aos pesquisadores, desenvolvedores, educadores e gestores técnicos no campo da informática. É amplamente considerado um dos principais periódicos da área.
A revista foi classificada entre os periódicos mais citados (2ª posição em Ciência da Computação, Teoria e Métodos e 3ª posição em Inteligência Artificial), de acordo com o 2007 annual Journal Citation Report, publicado pelo Thomson Institute for Scientific Information.